# Ексцентричний юпітер

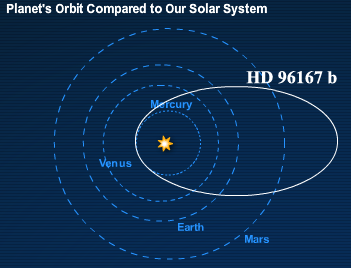
Приклад планети з витягнутою еліптичною орбітою (HD 96167 b), орбіта планети ближче до орбіти комети.

Ексцентричний юпітер[усталений термін?] (англ. Eccentric Jupiter) — різновид газових гігантів, які обертаються навколо зір по сильно витягнутій орбіті, яка має великий ексцентриситет. Приблизно такий же ексцентриситет мають комети[джерело?].
Існування будь-яких землеподібних екзопланет у такій системі, які б оберталися в межах орбіти такого юпітера неможливо внаслідок потужної гравітації, яка притягне всі тіла на своєму шляху. Навколо самої ж екзопланети можуть обертатися супутники меншої маси, зокрема, і подібні до планет земної групи. Такою екзопланетою визнається планета-гігант, ексцентриситет орбіти якої більше 0,1[джерело?]. Поширеність екзопланет цього класу досить висока, так, 7% усіх зір мають подібні екзопланети. Поширеність гарячих юпітерів значно менша. Також відомі високоексцентричні юпітери, ексцентриситет орбіти яких більше 0,6. Із 200 виявлених у 2006 році екзопланет таких було 15.
Типова планета-гігант з орбітальним періодом понад 5 днів (тобто, не гарячий юпітер) має середній ексцентриситет близько 0,23.
Найбільш витягнуту орбіту має екзопланета HD 80606 b, ексцентриситет якої близько 0,933, а оберт навколо зорі триває 111 днів. Відстань до зорі HD 80606 (жовтий карлик трохи слабший Сонця) варіює від 0,84 до 0,03 а.о. Екзопланета належить до гарячих юпітерів, хоча в апоастрі потрапляє в «зону життя». У періастрі для гіпотетичного спостерігача на екзопланеті зоря б мала кутовий розмір в 30 разів більше сонячного. Багато подібних екзопланет проходять через «зону життя».
Прикладом можуть служити такі планети-гіганти HD 3651b, HD 37605b, HD 45350b, HD 80606b, HD 89744b, 16 Лебедя Bb. Життя на таких екзопланетах у земних формах існувати не може, оскільки в періастрі планета може отримувати в сотні разів більше тепла, ніж в апоастрі.